# Toumanchet
Le Toumanchet (en russe : Туманшет) est une rivière de Russie qui coule dans l'oblast d'Irkoutsk en Sibérie orientale. C'est un affluent de la Birioussa en rive gauche, donc un sous-affluent de l'Ienisseï par la Birioussa, par la Tasseïeva et par l'Angara.

## Géographie
Le bassin versant du Toumanchet a une superficie de 4 580 km2 (surface de taille équivalente à celles des départements français du Bas-Rhin ou de l'Ariège, ou encore un peu supérieure à celle de la province belge de Luxembourg).
Son débit moyen mesuré près de son point de confluence est de 52,6 m3/s. 
Le Toumanchet naît dans la zone du piémont nord des monts Saïan orientaux, au sud du plateau de l'Angara, région surélevée qu'il parcourt par après, et qui fait partie du vaste plateau de Sibérie centrale. La rivière coule en règle générale en direction du nord. Il se jette dans la Birioussa en rive gauche au niveau de la localité de Zyrianovka.
Le Toumanchet est habituellement pris par les glaces depuis la deuxième quinzaine d'octobre ou la première quinzaine de novembre, jusqu'au début du mois de mai.

## Hydrométrie - Les débits mensuels à Vengerka
Le débit du Toumanchet a été observé pendant 27 ans (durant la période 1963-1989) à Vengerka, petite localité située à 16 kilomètres de son confluent avec la Birioussa et à une altitude de 262 mètres. 
Le débit inter annuel moyen ou module observé à Vengerka sur cette période était de 52,6 m3/s pour une surface incluse dans l'observation de 4 580 km2, soit la quasi-totalité du bassin versant de la rivière qui en compte 4 600.
La lame d'eau écoulée dans le bassin atteint ainsi le chiffre de 362 millimètres par an, ce qui doit être considéré comme élevé. 
Cours d'eau alimenté avant tout par la fonte des neiges, mais aussi par les pluies de l'été et de l'automne, le Toumanchet a un régime nivo-pluvial. 
Les hautes eaux se déroulent au printemps, en mai et au début du mois de juin, ce qui correspond au dégel et à la fonte des neiges. Dès le mois de juin, le débit baisse fortement, et cette baisse se poursuit lentement les mois suivants. Il reste cependant soutenu tout au long du reste de l'été et de l'automne, sous l'effet des pluies de saison.
Au mois de novembre, le débit de la rivière chute à nouveau, ce qui constitue le début de la période des basses eaux. Celle-ci a lieu de novembre à avril. 
Le débit moyen mensuel observé en février (minimum d'étiage) est de 6,29 m3/s, soit moins de 3 % du débit moyen du mois de mai (221 m3/s), ce qui souligne l'amplitude élevée des variations saisonnières.
Ces écarts de débit mensuel peuvent être plus marqués encore d'après les années : sur la durée d'observation de 27 ans, le débit mensuel minimal a été de 3,71 m3/s en février 1969, tandis que le débit mensuel maximal s'élevait à 384 m3/s en mai 1965.
En ce qui concerne la période estivale, libre de glaces (de mai à septembre inclus), le débit minimal observé a été de 17,6 m3/s en août 1974, ce qui restait satisfaisant.  